# العلاقات البرتغالية البلغارية
العلاقات البرتغالية البلغارية هي العلاقات الثنائية التي تجمع بين البرتغال وبلغاريا.

## مقارنة بين البلدين
هذه مقارنة عامة ومرجعية للدولتين:
| وجه المقارنة                                              | البرتغال                                                  | بلغاريا                                                                             |
| --------------------------------------------------------- | --------------------------------------------------------- | ----------------------------------------------------------------------------------- |
| المساحة (كم2)                                             | 92.21 ألف                                                 | 110.99 ألف                                                                          |
| عدد السكان (نسمة)                                         | 10.60 مليون                                               | 7.08 مليون                                                                          |
| الكثافة السكانية (ن./كم²)                                 | 114.95                                                    | 63.79                                                                               |
| العاصمة                                                   | لشبونة                                                    | صوفيا                                                                               |
| اللغة الرسمية                                             | اللغة البرتغالية، اللغة الميراندية                        | اللغة البلغارية                                                                     |
| العملة                                                    | يورو، اسكودو برتغالي                                      | ليف بلغاري                                                                          |
| الناتج المحلي الإجمالي (بليون دولار)                      | 217.57 مليار                                              | 56.83 مليار                                                                         |
| الناتج المحلي الإجمالي (تعادل القوة الشرائية) بليون دولار | 307.82 مليار                                              | 130.99 مليار                                                                        |
| الناتج المحلي الإجمالي الاسمي للفرد دولار أمريكي          | 19.22 ألف                                                 | 8.03 ألف                                                                            |
| الناتج المحلي الإجمالي للفرد دولار أمريكي                 | 28.76 ألف                                                 | 17.21 ألف                                                                           |
| مؤشر التنمية البشرية                                      | 0.830                                                     | 0.782                                                                               |
| رمز المكالمات الدولي                                      | +351                                                      | +359                                                                                |
| رمز الإنترنت                                              | .pt                                                       | .bg، .бг ‏                                                                           |
| المنطقة الزمنية                                           | توقيت غرب أوروبا، توقيت غرب أوروبا الصيفي، أوروبا/لشبونة ‏ | ت ع م+02:00، ت ع م+03:00، أوروبا/صوفيا ‏، توقيت شرق أوروبا، توقيت شرق أوروبا الصيفي ‏ |

## مدن متوأمة
في ما يلي قائمة باتفاقيات التوأمة بين مدن برتغالية وبلغارية:
- ترتبط أوفار [الإنجليزية]‏ مع برنيك باتفاقية توأمة منذ 26 يوليو 1998.[16][17][18][16]
- ترتبط Sesimbra [الإنجليزية]‏ مع تريافنا باتفاقية توأمة.
- ترتبط باريرو مع ستارا زاغورا باتفاقية توأمة.
- ترتبط إلهافو مع صوفيا باتفاقية توأمة.
- ترتبط بارسيلوس مع سفيشتوف باتفاقية توأمة.
- ترتبط سانتا ماريا دا فييرا مع تارغوفيشته باتفاقية توأمة.
- ترتبط باريرو  [لغات أخرى]‏ مع ستارا زاغورا باتفاقية توأمة.
- ترتبط فيسيو مع هاسكوفو باتفاقية توأمة.[19]

## منظمات دولية مشتركة
يشترك البلدان في عضوية مجموعة من المنظمات الدولية، منها:
| علم المنظمة | اسم المنظمة                               | تاريخ انضمام البرتغال | تاريخ انضمام بلغاريا |
| ----------- | ----------------------------------------- | --------------------- | -------------------- |
|             | الاتحاد الأوروبي                          | 1986                  | 2007                 |
|             | وكالة ضمان الاستثمار متعدد الأطراف        | 6 يونيو 1988          | 23 سبتمبر 1992       |
|             | الأمم المتحدة                             | 14 ديسمبر 1955        | 14 ديسمبر 1955       |
|             | الفريق المعني برصد الأرض                  | ?                     | ?                    |
|             | مركز تنسيق الحركة في أوروبا ‏              | ?                     | ?                    |
|             | منظمة حظر الأسلحة الكيميائية              | ?                     | ?                    |
|             | منظمة التجارة العالمية                    | ?                     | 1 ديسمبر 1996        |
|             | منظمة الشرطة الجنائية الدولية             | ?                     | ?                    |
|             | منظمة الأمن والتعاون في أوروبا            | 25 يونيو 1973         | 25 يونيو 1973        |
|             | حلف شمال الأطلسي                          | 4 أبريل 1949          | 29 مارس 2004         |
|             | نظام تحكم تكنولوجيا القذائف               | 1992                  | 2004                 |
|             | يونسكو                                    | 11 مارس 1965          | 17 مايو 1956         |
|             | مجلس أوروبا                               | ?                     | 7 مايو 1992          |
|             | الاتحاد البريدي العالمي                   | ?                     | ?                    |
|             | البنك الدولي للإنشاء والتعمير             | 29 مارس 1961          | 25 سبتمبر 1990       |
|             | اتفاقية السماوات المفتوحة                 | ?                     | ?                    |
|             | الاتحاد الدولي للاتصالات                  | 1866                  | 18 سبتمبر 1880       |
|             | مؤسسة التمويل الدولية                     | 8 يوليو 1966          | 22 يوليو 1991        |
|             | المنظمة الأوروبية لسلامة الملاحة الجوية   | 1986                  | 1997                 |
|             | المركز الدولي لتسوية المنازعات الاستشارية | 1 أغسطس 1984          | 13 مايو 2001         |
|             | مجموعة أستراليا                           | 1985                  | 2001                 |
|             | مجموعة الموردين النوويين                  | ?                     | ?                    |

## وصلات خارجية
- موقع وزارة الخارجية البرتغالية
- موقع وزارة الخارجية البلغارية